# Babalon
Babalon, também conhecida como Mulher Escarlate, Grande Mãe e Mãe das Abominações, é uma das deusas centrais da filosofia religiosa conhecida como Thelema, conforme esta filosofia foi estabelecida em 1904 por Aleister Crowley no Liber AL vel Legis (O Liber AL vel Legis). Em sua forma mais abstrata, representa o impulso sexual feminino e a liberdade da mulher. Contudo pode também ser identificada com a Mãe Terra, no sentido simbólico da fertilidade. Crowley também acreditava que Babalon possui um aspecto terreno na forma de um trabalho espiritual que pode ser exercido por toda e qualquer mulher, normalmente como uma contraparte masculina denominada To Mega Therion (A Grande Besta), cuja conjunção visa manifestar as energias místicas próprias da atual era espiritual da humanidade, o aeon.
O termo tem origem em 1904 e está nos escritos de Aleister Crowley, mais especificamente em O Livro da Lei, onde Babalon não é citada diretamente, mas a Sacerdotisa que seria a Mulher Escarlate, o que levou Crowley ao nome Babylon, depois "alterado" por ele para Babalon. O motivo seria a orientação desse estudo direcionado para o Apocalipse, onde seria uma cidade, apontada por alguns ocultistas para Roma, que oprimia os cristãos, com queda predita, apesar de haver escatologia cristã com interpretação para o final dos tempos e não em Roma. Em ambas as linhas de pensamento, o regente teria o número 666. Em Thelema, Babalon passa da representação Babylon para a energia mágica (em Thelema, Magick) da natureza sexual feminina, conforme citação no Livro da Lei.
Na sua forma mais abstrata, ela representa o impulso sexual feminino, a mulher libertária, embora também pode ser identificada com a Mãe Terra, no seu sentido de fertilidade, bem como com o "Grande Oceano" do Inconsciente, de onde nasce a luz, a vida e a Consciência. Ao mesmo tempo, Crowley acreditava que Babalon tinha um aspecto terreno, inerente a um estilo de conduta, que poderia ser incorporado em mulheres reais - geralmente como um contraponto à sua própria identificação como To Mega Therion (A Grande Besta), cujo dever foi então  ajudar a manifestar as energias do Aeon de Horus.
Seu consorte simbólico é Caos, o Pai da Vida, princípio criador masculino. Babalon costuma ser descrita como portanto uma espada à cintura e montando a Besta, a qual controla através de sua Vontade. Costuma ser descrita como sendo uma Prostituta Sagrada, sendo seu símbolo primordial o Graal ou Cálice (símbolo do útero gerador). Conforme Crowley escreveu em "The Book of Thoth" ("O Livro de Thoth"), na descrição da carta "Lust" ("Desejo"), na qual ela aparece:
Como Crowley escreveu:

“Ela monta a cavalo sobre a Besta; na sua mão esquerda ela mantém as rédeas, representando a paixão que os une. Na sua direita ela mantém no alto o cálice, o Santo Graal ardente de amor e morte. Nesta taça são misturados os elementos do sacramento da Eternidade (Aeon)". 

Em Magia em Teoria e Prática, Crowley, refere-se a Babalon como Nossa Senhora, no Capítulo 11 intitulado De Nossa Senhora Babalon e da Besta que Monta:

"O conteúdo desta seção, que concerne a NOSSA SENHORA, é demasiado importante e sagrado para se imprimir neste tratado. Ele só é comunicado pelo Mestre Therion aos alunos escolhidos em seções privadas." [carece de fontes?]
Frater Zarazaz  menciona no artigo "O Equinócio de Babalon"  que John Symonds e Kenneth Grant, em uma nota em sua edição do "Magick in Theory and Practice," atestam que esse "conteúdo demasiado importante e sagrado" se refere a ensinamentos de Magia Sexual relacionados ao VI Grau O.T.O., transmitidos ao iniciado quando este era convidado por Crowley a unir-se ao Santuário Soberano da Gnose. Frater Zarazaz também cita "The Magick of Thelema" no mesmo texto:

"Em seu livro The Magick of Thelema, o nosso Frater Lon Milo Duquette define Babalon como Shakti, "a passiva, negativa corrente da natureza. Ela é magnética e atrai para Si a potencialidade da energia, esta ela absorve e armazena (no Santo Graal, a Taça de Babalon)." Babalon também guarda profundas semelhanças com Kali, a destruidora. Kali é uma deusa de morte, cujos principais cultuadores, os tugues, adoravam com o assassinato. Ela também é amante de Shiva, o qual é, muitas vezes, representado como um cadáver sobre o qual copula a Deusa, e o seu culto envolvia os mais profundos mistérios tântricos." 

## Origens
O nome Babalon parece derivar de várias fontes. Em primeiro lugar, há a óbivia semelhança com o nome Babylon. Babylon era uma das maiores cidades da Mesopotâmia, parte da cultura suméria. Coincidentemente, a deusa suméria Istar traz incontestes semelhanças com a Babalon de Crowley. Babylon é também (como Babilônia), uma cidade várias vezes citada no Apocalipse de João, usualmente representada de forma metafórica como uma cidade uma vez paradisíaca que caiu em ruínas, um aviso contra os perigos da decadência.
Uma segunda possibilidade deriva do termo BABALOND, proveniente do idioma Enoquiano, traduzido como "prostituta". Esta é a origem mais provável, posto Babalon ter sido conhecida por Crowley após as invocações realizadas dentro do sistema de magia enoquiana, conforme registrado em seu livro "The Vision and The Voice" ("A Visão e a Voz").
Crowley provavelmente escolheu esta grafia em particular para o nome de Babalon por sua significância cabalística. Trocando-se a letra Y por um A, o termo "al" surge no centro da palavra. A palavra também separa-se silabicamente (em Inglês) em Bab-al-on. Bab é o termo em árabe para "porta" ou "portal". AL é uma das chaves para a compreensão do Livro da Lei, bem como um dos títulos cabalísticos de Deus, significando "O Um", em hebraico. On é o nome egípcio para a cidade conhecida pelos gregos como Heliópolis, a cidade das pirâmides. Pelo sistema de numerologia hebraica conhecida como gematria, o nome Babalon soma 156, número de quadrados em cada uma das tabelas elementais do sistema de magia enoquiana de John Dee e Edward Kelly. Estas tabelas são, por si, identificadas com a Cidade das Pirâmides, sendo cada quadrado a base de uma pirâmide.

### O Livro das Revelações

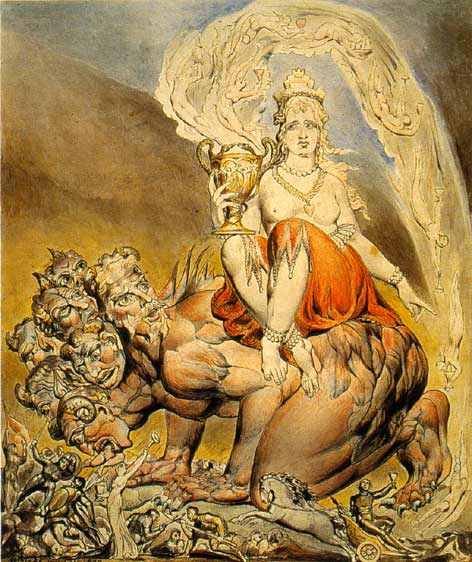
Representação da Prostituta da Babilônia por William Blake, santo da EGC.

Babylon é citada em várias partes do "Livro das Revelações", o Apocalipse de São João, na Bíblia. Conforme se vê em Apo 17:3-6:
E levou-me em espírito a um deserto, e vi uma mulher assentada sobre uma besta de cor de escarlate, que estava cheia de nomes de blasfêmia, e tinha sete cabeças e dez chifres. E a mulher estava vestida de púrpura e de escarlate, e adornada com ouro, e pedras preciosas e pérolas; e tinha na sua mão um cálice de ouro cheio das abominações e da imundícia da sua prostituição; E na sua testa estava escrito o nome: "Mistério, a grande babilônia, a mãe das prostituições e abominações da terra". E vi que a mulher estava embriagada do sangue dos santos, e do sangue das testemunhas de Jesus. E, vendo-a eu, maravilhei-me com grande admiração. 
Babylon é apresentada como sendo a representação de uma cidade, normalmente a imagem de um local que antes era um paraíso glorioso mas que caiu em ruínas, um aviso contra os perigos da decadência:
E depois destas coisas vi descer do céu outro anjo, que tinha grande poder, e a terra foi iluminada com a sua glória. E clamou fortemente com grande voz, dizendo: Caiu, caiu a grande babilônia, e se tornou morada de demônios, e covil de todo espírito imundo, e esconderijo de toda ave imunda e odiável. Porque todas as nações beberam do vinho da ira da sua prostituição, e os reis da terra se prostituíram com ela; e os mercadores da terra se enriqueceram com a abundância de suas delícias. E ouvi outra voz do céu, que dizia: Sai dela, povo meu, para que não sejas participante dos seus pecados, e para que não incorras nas suas pragas. 
Aleister Crowley registrou uma revelação sua em "The Vision and The Voice", no capítulo referente ao 2° Æthyr, que sugere uma origem não-cristã para esse simbolismo:
Tudo que eu vejo é que o Apocalipse foi a junção de uma dúzia ou mais de alegorias totalmente desconectadas, que foram colocadas juntas e, impiedosamente aplanadas para se transformarem em uma conta fechada; e que essa junção foi re-escrita e editada no interesse do cristianismo, porque as pessoas estavam percebendo que o cristianismo poderia não estar mostrando nenhum conhecimento espiritual verdadeira, ou qualquer alimento para as melhores mentes: nada, além de milagres, o que só enganou os mais ignorantes, e Teologia, que adequada apenas aos pedantes. Assim, um homem pegou desta junção, e tornou-a cristã, e imitou o estilo de João. E isso explica por que o fim do mundo não acontece a cada poucos anos, como anunciado.

Por outro lado Aleister Crowley deixa um comentário contraditório em "The Vision and The Voice":
 Não tenho dúvidas de que essa explicação está correta sob o ponto de vista da sabedoria profana. “Anjos” que demonstram teorias absurdas sobre questões materiais são falsos elementais que se entretêm usando a ingenuidade do candidato a Magista. 
Dando a entender que o Apocalipse não é um apócrifo.

### A Mulher Escarlate no Livro da Lei
Babalon é citada, como a Mulher Escarlate, duas vezes no Liber AL vel Legis:

#### No Capítulo I
Agora vós devereis saber que o escolhido sacerdote & apóstolo do espaço infinito é o príncipe-sacerdote a Besta; e em sua mulher chamada a Mulher Escarlate está todo o poder concedido. Eles agruparão minhas crianças dentro do seu cercado: eles trarão a glória das estrelas para dentro do coração dos homens. Pois ele é sempre um sol, e ela uma lua. Mas para ele é a secreta chama alada e para ela a cadente luz estelar. (AL I:15-16)

#### No Capítulo III
Que a Mulher Escarlate se acautele! Se a piedade e a compaixão e a ternura visitarem seu coração; se ela deixar meu trabalho para brincar com velhas doçuras; então minha vingança será conhecida. Eu sacrificarei sua criança para mim: eu alienarei seu coração: eu a arremessarei para fora dos homens: como uma meretriz encolhida e desprezada, ela rastejará através das ruas escuras e úmidas, e morrerá gelada e faminta. Mas que ela se erga em orgulho! Que ela me siga em meu caminho! Que ela trabalhe a obra da perversidade! Que ela mate seu coração! Que ela seja escandalosa e adúltera! Que ela seja coberta de jóias, e ricos trajes, e que ela seja desavergonhada perante todos os homens! Então eu a elevarei aos pináculos do poder: então eu gerarei nela uma criança mais poderosa que todos os reis da terra. Eu a preencherei com júbilo: com minha força ela verá & golpeará na adoração de Nu: ela alcançará Hadit. (AL III:43-45)

## Os Três Aspectos de Babalon
Babalon é uma figura complexa, sendo que na literatura thelêmica ela aparece sob três aspectos principais: o acesso à chamada Cidade das Pirâmides, a Mulher Escarlate e a Grande Mãe.

### Acesso à Cidade das Pirâmides
Dentro do sistema místico thelêmico, após o adepto alcançar o estado no qual consegue pleno contato com seu Sagrado Anjo Guardião (através do processo conhecido como "Conhecimento e Conversação com o Sagrado Anjo Guardião"), ele deve seguir para o próximo passo, a travessia do Abismo, símbolo do grande vazio espiritual e dissolução do ego, onde reside Choronzon, o demônio que causa confusão mental e ilusões. Babalon, contudo, está na outra ponta dessa travessia, aguardando. Ao final, o adepto deve entregar-se totalmente a ela, simbolicamente "derramando seu sangue na Taça de Babalon", engravidando-a e se tornando um santo ascencionado - conforme a nomenclatura da Astrum Argentum um Mestre de Templo - que habita a chamada Cidade das Pirâmides. No livro "Magick Without Tears" ("Magick sem Lágrimas"), Crowley diz que
Ele(a) guarda o Abismo. E é sua uma perfeita pureza daquilo que está acima, ainda que seja enviada como a Redenção àqueles que estão abaixo dela. Pois que não há outra senda para o mistério Superno que não por ela e pela Besta na qual ela monta.
Em "The Vision and The Voice" ("A Visão e a Voz"), no capítulo do 12° Æthyr:
Daixa-o olhar para a taça onde está misturado o sangue, pois o vinho da taça é o sangue dos santos. Glória à Mulher Escarlate, Babalon, Mãe das Abominações, que cavalga a Besta, pois ela derramou seu sangue em todos os cantos da terra e eis! Porém ela o misturou na taça de sua prostituição.
A grafia correta do nome "BABALON" não é revelada senão mais tarde, na visão do 10° Æthyr, onde é utilizado para banir as forças de Choronzon. A descoberta dessa grafia representa o sucesso de Crowley em cruzar o Abismo e entrar em Binah, Esfera essa atribuída a Babalon.
Babalon é considerada como uma prostituta por não se negar a ninguém, a todos aceitando e amando igualmente. Contudo, de todos cobra um preço: o próprio sangue do adepto e seu ego, sua identidade individual mundana. Esse aspecto dela é descrito no mesmo capítulo:
Este é o Mistério de Babylon, a Mãe das Abominações, e é este o mistério de seus adultérios, pois ela rendeu-se a tudo o que vive e a tudo fez participante de seu mistério. E por ter-se feito serva de todos, de tudo tornou-se senhora. Tu ainda não podes compreender sua glória.
Tu és bela, ó Babylon, e desejável, porque te deste a tudo o que vive, e tua fraqueza conquistou a força deles. Através desta união tu entenderás.Portanto és chamada de Entendimento, ó Babylon, Senhora da Noite!
O conceito por detrás deste aspecto de Babalon é o do ideal místico da dissolução do ego mundano, revelando o Self oculto por aquele. O sangue derramado à Taça de Babalon é então utilzado por ela para nutrir o mundo com Vida e Beleza, significando que a sabedoria dos santos, ou Mestres Ascencionados, deve retornar ao mundo e auxiliar na iluminação da Humanidade, simbolizado pela Rosa Escarlate de 49 Pétalas, a Rosa-Cruz.
Em um dos aspectos da magia sexual, a mistura do sangue menstrual com o sêmen produzido durante o ato sexual com a Mulher Escarlate, ou Babalon, é chamado de Elixir Rubeus (abreviado por Crowley em seus diários mágicos como "E. Rub.") e é citado como sendo "o eflúvio de Babalon, a Mulher Escarlate, que é o mênstruo da corrente lunar" por Kenneth Grant.

### O Ofício da Mulher Escarlate
Em "The Vision and The Voice" ("A Visão e a Voz"), Crowley diz:
Esta é Babalon, a senhora d'A Besta; dela todas as senhoras dos planos inferiores não são mais do que avatares.
Ainda que Crowley tenha escrito que Babalon e a Mulher Escarlate são a mesma, em muitos locais dá-se a entender que a Mulher Escarlate é vista mais como uma representação ou manifestação física do princípio feminino universal. Em uma nota de rodapé do "Liber V vel Reguli" Crowley menciona que, dos "Deuses do Eon", a Mulher Escarlate e a Besta são "emissários terrenos daqueles Deuses". Em "The Law is for All" ("A Lei é para Todos") ele diz:
É necessário dizer aqui que A Besta aparenta ser um indivíduo definido; especificamente, Aleister Crowley. Mas a Mulher Escarlate é um ofício intercambiável conforme surge a necessidade. Até a presente data, Anno XVI, Sol in Sagitarius, houve várias portadoras deste título.

#### Mulheres Escarlates
Aleister Crowley acreditava que várias de suas amantes estariam imbuídas de um objetivo cósmico, a ponto de cumprirem profecias. Segue-se uma lista das mulheres que foram consideradas (ou poderiam ter sido) Mulheres Escarlates na opinião de Crowley, conforme se encontra em "The Law is for All":
- Rose Edith Crowley, primeira esposa de Crowley: responsável por colocar Crowley em contato com Aiwass, que ditou a ele o Liber AL vel Legis.
- Mary d'Este Struges: pôs Crowley em contato com a entidade chamada Abuldiz, responsável pelo processo de criação do "Book 4" ("Livro 4").
- Jeanne Robert Foster: trouxe a criancá mágica referida no livro
- Roddie Minor: colocou Crowley em contato com a entidade chamada Amalantrah.
- Marie Rohling: auxiliou na inspiração do "Liber CXI vel Causæ"
- Bertha Almira Prykryl
- Leah Hirsig: auxiliou Crowley em suas próprias iniciações
- Leila Waddell

Muitos thelemitas contemporâneos acreditam que a forma essencial da Mulher Escarlate (bem como da Besta) podem ser plenamente assumidas por qualquer discípulo que assim o escolha, posto serem arquétipos.

### A Grande Mãe

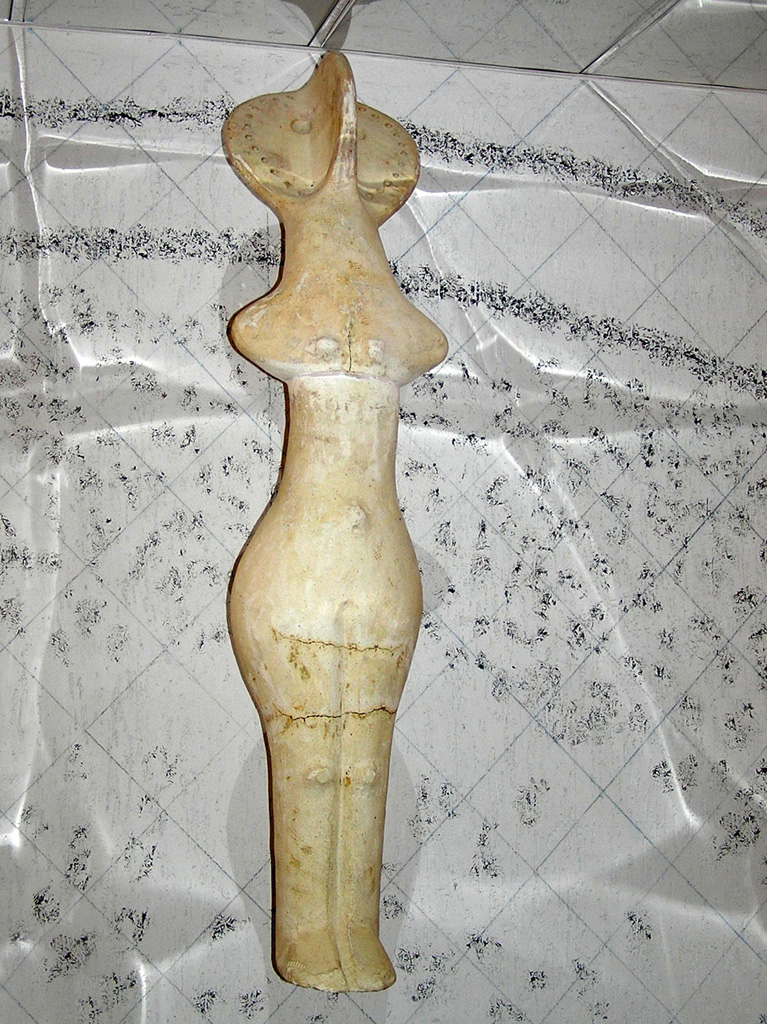
Uma estátua da cultura de Cucuteni, IV milênio a.C.

Dentro da Missa Gnóstica, durante a proclamação do Credo da Ecclesia Gnostica Catholica, Babalon é mencionada nos seguintes termos:
E eu creio em uma Terra, a mãe de todos nós, e em um Ventre no qual todos os Homens são gerados e onde deverão descansar, Mistério do Mistério, em Seu nome BABALON
Aqui Babalon é identificada com a terceira Sephirah da Árvore da Vida, Binah, a Esfera que representa o Grande Mar  e as Deusas Mães, tais como Ísis, Bhavano e Ma'at. Representa também todas as mães terrenas. Os Bispos da EGC T. Apiryon e Helena escreveram:
BABALON, como a Grande Mãe, representa a MATÉRIA, uma palavra que deriva do termo em Latim para Mãe. Ela é a mãe física de todos nós, aquela que nos proveu de nossa carne material para vestir nossos espíritos desnudos; Ela é a Mãe Arquetípica, a Grande Yoni, o Útero de tudo o que vive através do circular do Sangue; Ela é o Grande Mar, o Sangue Divino em si que reveste o mundo e circula em nossas veias; e Ela é a Mãe Terra, o Útero de Toda Vida que conhecemos.

## A Filha de Babalon
Em "The Vision and The Voice", no capítulo do 9° Æthyr, chamado ZIP, Crowley descreve a visão que teve da Filha Virgem de Babalon, cuja descrição aparece também nos trabalhos "Liber 418 vel Chanokh" e no "The Book of Thoth", na descrição da Virgem do Universo:
Agora, então, passamos entre as fileiras do exército, e chegamos a um palácio onde cada pedra é uma jóia em si, montado com milhões de luas.
E este palácio é nada mais do que o corpo de uma mulher, orgulhosa e delicada, e justa além da imaginação. Ela é como uma criança de doze anos de idade. Ela profundas pálpebras e cílios longos. Seus olhos estão fechados, ou quase fechados. É impossível dizer qualquer coisa sobre ela. Ela está nua; seu corpo inteiro é coberto finos pelos dourados, que são as chamas elétricass das lanças de Anjos poderosos e terríveis, cujas couraças são as escamas de sua pele. E seu cabelo, que desce até os pés, é a própria luz de Deus. De todas as glórias vistos pelo vidente nos Æthyrs, não existe uma digna de ser comparada a menor de suas unhas. Pois, embora ele não tome parte do Æthyr, sem os preparativos cerimoniais, mesmo a visão longíqua deste Æthyr é como ter participação em todos os Æthyrs anteriores.
O Vidente está perdido nesta maravilha, que é paz.
E o anel do horizonte acima dela é uma companhia de Arcanjos gloriosos de mãos posta, que se se posicionam e cantam: Esta é a filha de BABALON, a Bela, que nasceu do Pai de Tudo. E tudo dela nasceu.
Esta é a Filha do Rei. Esta é a Virgem da Eternidade. Esta é aquela que o Santo arrancou do Tempo Gigante, e o prêmio dos que superaram o Espaço. Esta é aquela que está postada no Trono do Entendimento. Santo, Santo, Santo é o seu nome, para não ser falado entre os homens. Por Koré chamaram ela, e Malkuth, e Betulah, e Perséfone.
E os poetas têm falseado canções sobre ela, e os profetas disseram coisas vãs, e os jovens têm sonhado sonhos, mas essa é ela, a imaculada, de nome de cujo nome não pode ser falado. O pensamento não pode atingir a glória que a define, pois o pensamento é mortalmente ferido ante de sua presença. A memória é esvaziada, e nos livros mais antigos de Magick não são nem palavras para invocá-la, nem adorações para elogiá-la. A vontade se dobra como um junco nas tempestades que varrem as fronteiras de seu reino, e a imaginação não pode conceber mais do que uma pétala dos lírios onde ela se detém no lago de cristal, no mar de vidro.
Esta é aquela com o cabelo enfeitado com sete estrelas, os sete alentos de Deus que movem e pulsam sua excelência. E ela tem penteado os cabelos com sete pentes, nos quais são escritos os sete nomes secretos de Deus, que não são conhecidos sequer dos anjos, ou dos Arcanjos, ou do chefe dos exércitos do Senhor.
Santa, Santa, Santa és tu, e bendito seja o teu nome para sempre, de quem os Æons são apenas os pulsações de teu sangue.

## Representação

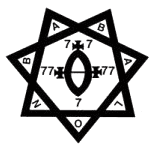
Selo de Babalon.

Por ser considerada como a manifestação do próprio princípio feminino e, por conseguinte, de todas as mulheres, Babalon não costuma ser representada em imagens, o que a caracterizaria como uma mulher em particular. Normalmente, seu selo, apresentado por Crowley em seu "The Book of the Lies" ("O Livro das Mentiras") é utilizado para representá-la visualmente.
Quando, contudo, ela é representada pictograficamente, normalmente é como uma mulher com os atributos da fertilidade, maternidade e sexualidade em evidência, como seios fartos e quadris largos. Geralmente seus cabelos são ruivos, denotando pelo simbolismo da cor vermelha a força de sua vontade e individualidade. Nestes casos, seu rosto costuma estar virado de lado, como na carta "Lust" do Tarô de Thoth, coberto por seus cabelos ou envolto em sombras, de modo a não representar um indivíduo per si.

## A queda
Babalon é descrito na Bíblia como a mulher que habita sobre as muitas águas, e de acordo com os livros bíblicos do Antigo Testamento é descrito a queda dela e de sua filha.
As passagens são: (Isaías 13:4) (Isaías 13:6) (Isaías 13:8-11) (Isaías 13:13) (Isaías 13:15) (Isaías 13:19-20) (Isaías 14:6) (Isaías 14:22) (Isaías 21:9) (Isaías 46:9-10) (Isaías 47:1-5) (Isaías 47:7-15) (Jeremias 50:2-3) (Jeremias 50:8-43 (Jeremias 50:45-46) (Jeremias 51:1-4)  (Jeremias 51:6-64) (Salmos 29:3) (Salmos 137:8). E No Novo Testamento onde ela é descrita como sendo uma mulher montada em uma besta, ao mesmo tempo que ela é uma grande cidade que é arruinada.